# Anholt
Anholt er en 22 km² stor dansk ø midt ude i Kattegat. Øen er 11 km lang og omkring 6 km bred på det bredeste stykke. Der er 127 faste beboere (2025), hvoraf de fleste i Anholt By, inde i landet, hvor også skolen ligger, 3 km fra havnebebyggelsen.
Hvert år kommer der i størrelsesordenen 50-60.000 turister til Anholt, koncentreret i sommermånederne. Turisme er hovederhvervet. Øen har 300 - 400 sommerhuse.
Indtil 1. januar 2007 var Anholt en del af den nu nedlagte Grenaa Kommune. Siden har øen hørt til Norddjurs Kommune i Region Midtjylland. Den største del af øen, medregnet de store fredede arealer, er et gods tilhørende Jens Christian Rostgaard von der Maase.

## Historie

### Forhistorie
De tidligste fund på Anholt stammer fra jæger-samlerkulturer i yngre stenalder. Der er fundet spor af ildsteder og forarbejdet flint fra både Kongemose- (ca. 6400-5400 f.v.t.) og Ertebøllekultur (5400-3900 f.v.t.) på strandvoldene øst og sydøst for Anholt by.
Øens karakteristiske "ørken" — en flad, urørt strandvold og hede — rummer stadig flintredskaber og resterne af flinteværksteder. Et lokalt sagn taler om en sunket stenalderby, der til tider kan ses fra luften.
Der er ikke fundet spor af beboelse på øen i bronzealderen.
Affaldsgruber med lerkar fundet under den nuværende Anholdt by peger på bosættelser her i jernalderen.
Arkæologiske undersøgelser mangler i vid udstrækning, men enkelte fund, fx jagtpladser på Nordbjerg, peger mod aktiv udnyttelse af øens natur gennem jernalderen.
Der er fundet enkelte genstande fra vikingetiden, men vikingernes bosættelser og brug af øen er aldrig blevet systematisk undersøgt. Der er dog spor efter en mulig bosættelse fra vikingetiden ved Nordstrand Klit.

### Middelalderen
I middelalderen var Anholt en geografisk isoleret og var perifert tilknyttet landet i mange forbindelser. I 1231 besøgte Valdemar Sejr øen, hvor han skibe lægger til i Pakhusbugten. Ifølge Kong Valdemars Jordebog, så grundlagde han en kongsgård på øen, men der er ikke fundet arkæologiske spor af en sådan.
Der er ikke registreret middelalderlige borge eller befæstede anlæg på Anholt. Det understøtter billedet af øen som et perifert område uden større militær betydning, men snarere som en del af kongemagtens og kirkens bagland i regionen.
Desværre er arkæologiske fund og konkrete middelalderlige oplysninger om Anholt sparse, da øen aldrig er blevet genstand for større arkæologiske udgravninger. Mange detaljer forbliver skjult i lokal sagn og fragmentære arkivalier, som bevarer en vis mystik om øens tidlige samfundsstruktur og betydning.
I 1441 blev Anholt forlenet til adelsmanden Otte Nielsen Rosenkrantz.
En bagladerkanon fra omkring år 1500, som var blevet fisket op fra et skibsvrag ved Anholt af en fisker fra Hornbæk blev erhvervet af Nationalmuseet i 1807.

### 1536-1800
Fra reformationen og frem til 1551 hørte øen til Morup sogn i det dengang danske Halland, og der ligger anholtere begravet på Morup kirkegård. Vielser og begravelser blev foretaget i Morup. Morup kirke blev kaldt "den røde kirke", fordi den var rødmalet og et kendt sømærke. Anholterne slog ofte flere forskellige højtider sammen, da det somme tider kunne være svært at tage over i de små både. Den traditionelle dialekt på Anholt var imidlertid østjysk.
I 1561 blev det første fyr på øen opført i form af et vippefyr som et af de første steder i landet sammen med Skagen Fyr, grundet øens placering i forhold til navigation i Kattegat.
Ørkenen opstod i løbet af 1500- og 1600-tallet i takt med at skoven på østøen blev ryddet.
Efter Danmark tabte Karl Gustav-krigen i 1658 skulle det ifølge traditionen være lykkedes at beholde Anholt på danske hænder, ved at drikke de svenske forhandlere fulde og skjule Anholt under et ølkrus på kortet der blev brugt itl forhandlingerne, så svenskerne glemte at kræve øen overdraget.
Pesten ramte øen hårdt både i slutningen af 1600-tallet (halvdelen af befolkningen døde) og i 1711 (kun få overlevende).
I 1672 blev øen, ifølge traditionen, angrebet af svenske pirater. Anholterne nåede dog at overlade de vigtigste værdier til præsten, hr. Jacob, så han fik gemt dem. Angiveligt skal piraterne have fået kendskab til sagen og underkastet præsten tortur for at få ham til at røbe gemmestedet, hvad han ikke gjorde. Det er ophavet til historien om en skat, der skal ligge nedgravet et sted på øen.
Den nuværende Anholt Fyr blev opført i 1785.

### Den engelske besættelse
Englænderne holdt Anholt besat fra 18. maj 1809, fordi Anholt Fyr under Napoleonskrigene fungerede som deres vejviser for konvojer gennem Kattegat. I officielle rapporter kaldtes øen Hans Majestæts skib Anholt, fordi øen var underlagt den engelske flåde. Besætningen var på ca. 300 mand, og fyret blev udbygget til en stærk fæstning ved navn Fort York. I hver luge i tårnet var der anbragt en 24 punds karronade. Omkring foden var der opkastet en sekskantet skanse med forværk, udstyret med 24 punds kanoner.
Frederik 6. var meget opsat på at ødelægge fyret, og befalede, at "alt ruineres på øen, og beboerne bortføres". Grundige forberedelser gik forud for det danske togt til Anholt. En spion blev sendt over. Man valgte at landsættes ved pakhuset sydøst på øen, 5 km fra fyret; men slaget om Anholt endte med et dansk nederlag.
Efter indgåelsen af Kieltraktaten (15. januar 1814) holdt englænderne øen besat frem til efteråret 1814..
Der er et mindesmærke for slaget i Anholt by.
Under besættelsen blev øens oprindelige kirke ødelagt,, og den nuværende Anholt Kirke blev derfor opført i 1818.
Igennem århundrederne er der gået mange hundrede skibe tabt ved Anholt; alene i perioden 1858-1885 blev der registreret 150 forlis, og man mener, at der stadig mangler at blive fundet op imod 500 skibsvrag omkring øen.
I 1902 blev fiskerihavnen indviet: Efter politisk debat og byggeri blev en sikker havn bevirket, som siden har fungeret som både fiskerihavn og færgehavn for øen.

### 1919-nu
Den tyske besættelse 1940-45 under anden verdenskrig forløb mere fredeligt. For tyskerne blev Anholt et knudepunkt i deres radarsystem, der strakte sig fra Biscaya til Bornholm.
Anholt hørte til Grenå Kommune indtil strukturreformen i 2007, hvor øen blev en del af Norddjurs Kommune i Region Midtjylland
I 2019 blev Dark Sky Anholt oprettet, for at få øen certificeret som Dark Sky Park for at beskytte dens mørke nattehimle og fremme bæredygtig turisme.

### Jordskælv
Den 6. august 2012 kort før kl. 5, havde et jordskælv med styrke 4,4 sit epicenter i Kattegat 20 km syd for Anholt. Der er meldt om observationer i Ängelholm, København og Anholt.

## Infrastruktur og transport

### Anholt Fyr
Fyret er beliggende på Anholts nordøstlige spids ved næsset, der hedder Totten. Næsset strækker sig som et undersøisk rev flere kilometer ud i Kattegat til fare for skibsfarten. Her er der sket utallige strandinger gennem tiderne., så der var brug for et fyrtårn. Anholt Fyr er Danmarks ældste fungerende, og det er med en højde på 42 meter Danmarks næsthøjeste, kun overgået af Skagen Fyr med 46 m .
I 1560 blev de første fyr opført i Danmark (Skagen, Anholt og Kullen). Oprindeligt drejede det sig om åbne bål af træ hejst op på en stang (pandefyr, tøndefyr), men de var besværlige at vedligeholde, gik ofte ud og krævede store mængder træ. På Anholt førte det til, at den naturligt forekommende skov blev fældet og var helt forsvundet i 1591. Herved opstod Ørkenen.
I 1623 blev det første vippefyr etableret lidt længere inde i landet end det nuværende fyr. Det fungerede med tilsejlet træ og tællelys. Fra 1631 fyrede man med kul i en spand i vippefyret. Fyret var udsat for angreb fra svenskere, som stjal kullene.
Det første fyrtårn bygget af sten blev opført i 1785 - 1788. Det var et for datiden kolossalt bygningsværk opført på et utilgængeligt sted. det fungerede med åbent bål på den flade top i en højde af 30 meter.
Under Napoleonskrigene besatte englænderne Anholt i 1809 - 1814 og ombyggede fyret til militærbarakker. Disse kasematter kan stadig ses og danner foden af det nuværende fyrtårn.
I 1836 blev der på toppen af fyret etableret en lampe med spejle, som fra 1842 kunne rotere. I 1881 blev fyret ombygget til sit nuværende udseende og fik en højde på 42 meter. Lanternen kunne løftes af et underliggende maskinrum, så blinkhøjden blev 40 meter.
I tidsrummet 1904 - 1963 blev fyret drevet med petroleum. Herefter blev det fuldautomatiseret og gasdrevet. Fra 1996 har energikilden været solenergi og lyskilden glødelamper. I 2019 blev fyret efter en restaurering åbnet for besøg fra offentligheden.
Turister kan kun nå fyret til fods gennem Ørkenen. På hovedstien er der med 100 m afstand opsat 102 hektometerpæle startende øst for Anholt by og sluttende ved fyrmesterboligen syd for fyrtårnet.

### Havnen
Anholts havn er opført mellem 1899 og 1902. De lokale fiskere på Anholt ønskede, at havnen skulle anlægges i Pakhusbugten, der fungerede som naturhavn inden den ny havn blev taget i brug i 1902. Staten valgte ikke at imødekomme fiskernes ønske og anlagde havnen andetsteds, da man frygtede at en eventuel fjende kunne bruge havnen som krigshavn, hvis den lå i Pakhusbugten.
I 1903, ét år efter havnens anlæggelse, blev et havnefyr taget i brug på Anholt. Havnefyret stod på sin plads ved indsejlingen til Anholt havn i 110 år indtil det d. 20. november 2013 blev fjernet og erstattet af et moderne fyr.
Efter statshavnens anlæg i 1902 opstod Flakket, et lavt strandområde med flere strandsøer nordøst for Nordbjerg.

### Transport
Anholt har daglig færgeforbindelse til og fra Grenaa. Sejlturen tager cirka tre timer. Turen går tæt forbi Anholt Havvindmøllepark. I løbet af sommeren er der også regelmæssig bådtrafik med Varberg i Sverige.

Det er muligt at flyve til Anholt. Flyvepladsen (ICAO-kode: EKAT) har en 650 meter lang græslandingsbane. Der er daglige flyvninger til Anholt om sommeren og på ugebasis om vinteren. Fly afgår fra Roskilde Lufthavn via Copenhagen Air Taxi. Flyene går også til Læsø og retur til Roskilde, via Anholt. Man kan også flyve fra Varberg via charter med Varbergs Flygklubb.
Derudover kommer mange besøgende til og fra øen som lystsejlere i både. Selv om den primære transportforbindelse er via Grenaa-Anholt færgen til Jylland, er der tradition for forholdsmæssigt mange sjællandske sommerhusejere på Anholt.
Øen har permanent afbrændingsforbud. Brandbekæmpelse består bl.a af en lille terrængående bil med vandpumpe, og en traktor med 9 tons vand.

## Geografi og natur

### Ørkenen
De vestligste 20 pct. af Anholt består af et bakket morænelandskab, som er en almindelig landskabstype, der for eksempel kan minde om Mols Bjerge. I kontrast hertil står de østlige 80 pct. af øen, Ørkenen, der består af ret flad, hævet havbund, som ind imellem er afbrudt af lave bakker, der er dannet af vindblæste klitter. Kun de vestlige 20 pct. af øen med bakkelandskabet er beboet. De 80 pct., Ørkenen, er et fredet, hovedsageligt træløst, naturområde.
Det specielle er, at Ørkenen aldrig har været opdyrket, og derfor aldrig er pløjet. Af samme grund er den oprindelige topografi, landskabets konturer, fra den gang istiden forlod området for 10.000 år siden, bevaret mange steder, modsat i resten af Danmark, hvor årtiers pløjning har udvisket landskabernes finere konturer.
På Anholt kan man eksempelvis stadig se detaljerne i gamle kystlinjer, der nu ligger inde i landet, og stammer fra forskellige epoker efter istiden med skiftende vandstand og landhævning. Det upløjede landskab på Anholt er en unik landskabsform i Danmark, såvel som i Europa. Ørkenen er dog ikke en rigtig ørken, da nedbørmængden er for stor, selvom Anholt er et af de mest regnfattige områder i Danmark. Det meste af området ville formentlig springe i skov, hvis ikke der blev foretaget aktiv trærydning ind i mellem. I 1995-96 blev omfattende områder i den sydlige del af Ørkenen ryddet for klitfyr. Snarere end en ørken, er området en strandvoldsslette. Således er Ørkenen præget af bevoksning med mange arter af lav, såsom rensdyrlav, og er dermed en såkaldt lav-hede.
Ørkenen har formentligt været dækket af fyrreskov frem til slutningen af 1500-tallet, hvor driften af fyret, baseret på et træfyret bål, på øens nordøstlige spids har gjort sit indhug i skoven. Sidenhen er der blevet dannet klitter, der ved sandflugt har bidraget til den nuværende topografi, som i dag fastholdes af en vegetation af hjælme, græsser og laver, samt spredte enebær og revling.

### Sælkolonien ved Totten
I 1981 blev der oprettet et sælreservat på "Totten", Anholts østlige spids. Det er naturligvis ikke tilladt at gå helt hen til sælerne, da forstyrrelse kan få mødre til at forlade deres unger i ynglesæsonen. Uden for ynglesæsonen kan forstyrrelse forlænge processer som sårheling og pelsskifte.
Den danske bestand af spættet sæl har inden for de seneste år været udsat for to store epidemier, som hver gang er brudt ud på Anholt. I 1988 og 2002 betød sygdomsangrebene at henholdsvis 22.000 og 32.000 sæler døde. Forskere ved Aarhus Universitet har opsat to webkameraer for løbende at kunne iagttage sælerne. Én af de gåder forskerne håber på at kunne løse ved at observere sælernes liv og færden, er, hvorfor man hver gang finder de første syge sæler på netop denne ø? Resultaterne fra projektet, der desuden omfatter satellitmærkning og helbredsundersøgelser af sælerne, forventes at give en forklaring på sygdomsudbruddene, og af- eller bekræfte teorien om, at gråsælen fungerer som mellemvært for sælpesten.
Ved fyret er der er opsat en kikkert i retning af det fredede areal med fugle og Danmarks største sælkoloni omkring Tottens nordøstspids. Turister kan iagttage kolonien fra toppen af fyret.

## Erhverv

### Turisme
Om sommeren er havnen centrum for turisme med sommeråbne spisesteder, caféer og butikker placeret op ad en som regel altid fuld lystbådehavn med en god sandstrand lige på den anden side af lystbådehavnens sydøstlige havnemole. Ud over danske lystsejlere kommer der mange sejlere fra Norge, Sverige og Tyskland, foruden en række andre lande, med mange gengangere. Sæsonen er kort, den starter i slutningen af juni og slutter i den første del af august. Langt den største del af de 60.000 besøg til øen sker i denne afgrænsede sommerperiode.
Mange vil se Anholts hovedattraktion som naturen, der ud over Ørkenen omfatter kilometervis af uspolerede sandstrande rundt om øen, kendetegnet ved rent vand og masser af plads.
Fra de to højeste punkter, der ligger i Anholts østlige morænedel, Sønderbjerg (48 m) og Nordbjerg (39 m) kan man se til Jylland og Sverige på en klar dag. I retning mod Jylland kan man også se Anholt Havmølleparks 111 møller. De samme møller kan ses fra en stor del af Djurslands østkyst på Jyllandssiden.
Der er kun få biler og to asfalterede veje, i alt cirka 7 kilometer. Resten af vejene er grusveje, inklusive hovedvejen, såvel som de små sideveje i Anholt by inde i landet. Det er muligt at trave hele øen rundt langs kysten på én dag.
Anholt har ingen luksushoteller eller resort-områder. Der er nogle overnatningssteder og en campingplads. Turistkontoret, beliggende på havnekonteret, kan oplyse om aktuelle overnatningsmuligheder. Fra forskellig side bliver der taget initiativer til at forsøge på at forlænge besøgssæsonen via arrangementer såsom Anholt Maraton og festivaler.

### Havvindmølleparken
DONG Energy færdiggjorde i 2013 Anholt Havmøllepark i Kattegat mellem Anholt og Djursland på Jyllands Østkyst. Parken består af 111 vindmøller med en nominel kapacitet på 400 megawatt (MW) – 3,6 MW for hver, svarende til en mellemstor kraftværksblok på et konventionelt kulkraftværk. Det danske elforbrug ligger typisk i størrelsesordenen 3500 - 4500 MW.
Per 2014 er Anholt Havmøllepark Danmarks største havvindmøllepark,og blandt de fem største i verden. Parken forsyner også Anholt med strøm. Hovedkablet går i land ved Grenaa og kobler her op til det internationale højspændingsnet.
Anholtfærgen passerer tæt forbi havmølleparken. Den øverste gule del i bunden af tårnet på billedet af møllerne er et rækværk. Her er der en dør ind til et nødrum, hvor serviceteknikere kan overnatte, hvis vejret bliver for hårdt til udskibning under et servicebesøg. Det gule rækværk illustrerer møllernes størrelsesforhold. Møllerne serviceres fra Grenaa.
Fiskeerhvervene er blevet kompenseret for tabt fiskeri i konstruktionsfasen. I dag er det ikke tilladt at trawlfiske i havmølleparken, men garnfiskeri er tilladt.

## Anholt hos Holberg
Holbergs parodi på Vergils Æneiden kaldes Peder Paars og finder sted netop på Anholt. Kræmmeren Peder Paars' sejlads går fra Kalundborg til Århus, så han kan få besøgt sin fæstemø Dorothea: men undervejs sørger misundelige magter for, at skibet forliser. Paars og hans mandskab får reddet sig i land på Anholt, hvor indbyggerne, som "lever Christelig og nærer sig af Vrag", plyndrer og fængsler de skibbrudne. Anholts øvrighed underkuer almuen, som lever i den sorteste overtro. Fogeden sørger for at dømme til sin egen fordel, mens præsten støtter sig til gamle katolske prædikensamlinger. Denne beskrivelse af Anholt fik øens daværende ejer, Frederik Rostgaard, til at klage til kongen med krav om, at bogen skulle brændes af bødlen. Kongen besluttede dog at skriftet, selv om det "hellere kunde være bleven udeladt end skreven", kunne accepteres, fordi det drejede sig om "fingeret Skiemt" (= fiktiv skæmt).